# 郭位
郭位，JP（1951年1月5日—），生於臺灣臺北市，美國國家工程院院士、中央研究院院士、中國工程院外籍院士和俄羅斯工程院外籍院士，於2008年5月14日上任香港城市大學校長，大學傑出教授，是城大歷來任期最長的校長，已於2023年5月13日完成第三屆任期，曾是香港八間教資會大學中最資深的校長。

## 生平
郭位曾就讀台中一中、台南一中、臺北建國中學。
1972年，於臺灣國立清華大學取得核工學士。
1980年，在美國堪薩斯州立大學取得博士學位，成為美國公民。曾服務於貝爾實驗室網路規劃中心與橡樹嶺國家實驗室，擔任電子及能源可靠度專家。
1993年至2000年期間，任教於德州農工大學。
2003年至2008年期間，任田納西大學工學院院長。
2008年至2023年5月，任香港城市大學校長，提倡「教研合一、政（治）教（育）分離」的辦學理念。2023年5月獲校董會頒發榮休校長和香港高等研究院資深院士名銜，校方同時將歷史悠久的「城大傑出講座系列」命名為「郭位傑出講座系列」。

## 榮譽
郭位在電子產品及系統與核能的可靠度研究方面及學術貢獻廣受認同。他寫作的幾部學術專書，更是可靠性研究的經典著作，歷時不衰。郭位的研究成果，使他獲頒 IEEE 可靠度終身成就獎，是過去50年內首位獲此殊榮的華人學者。他目前亦擔任可靠性研究旗艦期刊 IEEE Transactions on Reliability 的主編。

### 外国勋章奖章
- 法國國家榮譽軍團勳章（騎士勳位） (2019)
- 意大利之星骑士勋章（義大利語：Ordine della Stella d'Italia）（意大利，2020年1月9日公布[7]，2021年6月1日于香港大会堂颁发[8]）

### 院士及會士
郭位獲授以下學會及研究學院的院士及會士榮銜：
- 美國國家工程院院士 (2000)
- 中華民國中央研究院院士 (2002)
- 中國工程院外籍院士 (2007)
- 俄羅斯工程院外籍院士 (2014)
- 港科院創院院士 (2015)[10]
- 香港工程科學院院士
- 國際品質學院院士
- 香港城市大學高等研究院資深院士 (2015)
- 美國品質學會會士
- 國際電機電子工程學會會士
- 運籌和管理學研究協會會士
- 美国统计协会會士
- 國際工業工程學會（英语：Institute of Industrial Engineers）會士

### 其他成就、獎項及榮譽
- IEEE Transactions on Reliability 主編，1999-2015年
- 香港工業專業評審局香港傑出成就獎 [11]
- 北京理工大學榮譽博士[12]
- 國際工業工程學會（IIE） Baker 傑出研究獎 [13]
- 國際電機電子工程學會（IEEE） 可靠度終身成就獎 [14]
- IIE Bolzman傑出教育家獎
- 堪薩斯州大工學名人堂
- 潘文淵文教基金會研究傑出獎
- 國立清華大學傑出校友
- IEEE千禧獎章
- 台積電講座首位得獎人
- 美國品質學會（ASQ）A Bonis可靠度研究傑出成就獎
- IIE技術革新獎

## 教研履歷
2008年5月至2023年5月：香港城市大學校長兼大學傑出教授，帶領城大，訂定大學發展策略，主張教研合一、政教分離。他創新課程改革，推動新學制，與校友、學生廣泛交流，提升研究水平，改善校園環境，增加大學捐獻，提升香港城市大學國際地位。
2003-2008年：田納西大學工學院院長﹑美國能源部橡樹嶺國家實驗室（Oak Ridge National Lab）高級管理團隊成員、田納西大學榮譽講座教授﹑工業與資訊工程教授﹑電機工程教授
1993-2003年：美國德州農工大學Wisenbaker講座教授、工業工程與電機工程教授、工學院首席副院長、工業工程與生物醫學工程系系主任 (1993-2000)
1983-1993年：美國愛荷華州立大學工業與製造系統工程系助理教授 (1984-85)、副教授 (1985-88)、教授 (1988-93)、系主任 (1989-1993)
1990-1993年：美國能源部愛姆斯國家實驗室 （Ames Lab）資深工程師
1991-1992年：資深Fulbright學者
1986年：美國國家研究協會 (National Research Council)資深研究學者
1981-1984年：美國貝爾實驗室 (Bell Labs)電子可靠度專家
其他教研職銜：國立台灣大學、國立清華大學、國立交通大學榮譽講座教授；北京清華大學運籌學講座教授；北航大學、中南大學、電子科技大學、上海交大、西安交大名譽教授

## 著作
郭位有十部關於可靠度、能源、教研的著作： 
1. 郭位，《高等教育的心盲》， 台北聯經出版有限公司，2023
2. 郭位，《高等教育怎麼辦》， 台北天下文化； 《心件：高等教育評析》，北京中信出版社；《高等教育的心件》，香港商務印書館，2016年同步出版
3. 郭位著《能源與環保》一書，由七個出版社分別以繁簡體字中文（台北、香港、北京）、英、日、法、俄文五種語文出版。
  1. 《七彩能源一鑑開：從日本福島事故看能源與環保》，香港天地圖書，2013
  2. 《核電關鍵報告》，台北天下文化，2013
  3. Critical Reflections on Nuclear & Renewable Energy: Environmental Protection &   Safety in the Wake of Fukushima Nuclear Accident, Scrivener-Wiley, Boston, 2014
  4. 『科学者の視点から見た原子力発電の課題と将来性：福島原子力発電所事故からみたエネルギー・環境保護・安全性・信頼性の諸問題』，学校法人城西大学，Tokyo, 2014
  5. 《核電、霧霾、你：從福島核電事故細說能源、環保與工業安全》，北京大學出版社，2014
  6. Réflexion critique sur les énergies (nucléaire et renouvelables), Hermes Science, Paris, 2015
  7. Критические размышления о ядерной и возобновляемой энергии. Защита окружающей среды и безопасность по следам ядерной аварии на «Фукусиме», Moscow, 2016
4. Way Kuo and X. Zhu, Importance Measures in Reliability, Risk, and Optimization: Principles and Applications, 440 pp., Wiley, UK, 2012; 中文版 《系統重要性測度原理與應用》於 2015 年由北京國防工業出版社翻譯及發行。
5. Way Kuo and M. Troy, Clarifying Some Myths of Teaching and Research: An Exploratory Study, English and Chinese, 新竹國立清華大學出版社，2009；簡體字版《知難行易 教研合一 》北京清華大學出版社出版，2011。
6. Way Kuo and M. Zuo, Optimal Reliability Modeling: Principles and Applications, 544 pp., Wiley, N.Y., 2002.
7. Way Kuo, R. Velaga, F. A. Tillman and C. L. Hwang, Optimal Reliability Design: Fundamentals and Applications, 389 pp., Cambridge University Press, U.K., 2001; 中文版 《最優可靠性設計：基礎與應用》於 2011年由北京科學出版社翻譯及發行。
8. F. A. Tillman, C. L. Hwang and Way Kuo, Optimization of Systems Reliability, 327 pp., Dekker, N.Y., 1985; 中文版 《系統可靠性最優化》於 1988 年由北京國防工業出版社翻譯及發行。
9. Way Kuo, K. Chien and T. Kim, Reliability, Yield, and Stress Burn-in: A Unified Approach for Microelectronics Systems Manufacturing and Software Development, 394 pp., Kluwer, Massachusetts,1998.
10. D. Simmons, N. Ellis, H. Fujihara and Way Kuo, Software Measurement:  A Visualization Toolkit for Project Control & Process Improvement, 459 pp., Prentice Hall, N.J., 1998.
11. Way Kuo, Soulware: The American Way in China's Higher Education, 320 pp., John Wiley & Sons, Inc., 2019.

## 辦學理念及相關貢獻

### 大學排名
自郭位2008年出任香港城市大學校長後，堅守「教研合一，政（治）教（育）分離」，大學在世界大學排名榜中的表現有明顯進步。  根據QS 2022年大學排名榜，香港城市大學位列全球第53位，在「建校未滿50年全球最佳學府」中，更位列第4位；2020年QS亞洲大學排名榜第19位，香港第4位。在2023年，香港城市大學首次躋身泰晤士世界大學排名首100位內，較2022年上升53位。據香港城市大學轉載及公布的Clarivate 2022年數據，城大有29位教授位列全球高引用的論文榜，位列全球第50，若以其全職教員數比率計算，則居全球前十名。

### 高等研究
2015年11月22日，在郭位的推動下，香港城市大學成立高等研究院，促進香港科研創新文化。該研究院現時主要針對三大跨學科主題，包括健康一元化、數碼化社會及智能城市。研究院資深院士包括郭位本人以及多名國際知名學者，包括諾貝爾化學獎得主Jean-Marie Lehn、諾貝爾物理學獎得主Serge Haroche、菲爾茲獎及沃爾夫數學獎得主Stephen Smale等。

### 與學生關係
2010年9月，城大特別為身患骨癌而將不久人世的施寶欣同學，在醫院舉行畢業典禮，由郭位親身頒授證書。施寶欣的父母遵照她的遺願，把她五萬元的儲蓄捐贈予城大，成立奬學金。 
2014年城大發生數宗學生不幸事件，郭位曾夜訪學生宿舍，與同學交談表達關心，其後再向學生發公開信，鼓勵學生「年青人成長途中遇到困難，是常態。」「人生好比馬拉松，一時的順境或逆境，不能亦不足以決定終身。」「路是靠自己走出來的，無論高低起伏，只要不輕言放棄，勇敢直行，一定可走出屬於自己的一片陽光道。」
中山大學資管系教授林芬慧（郭位為其博士論文導師）亦指郭位是一位在海外打拚的傑出學者，「一有空就回台灣，哪怕只停留兩三天。也因此回台都會找學生聚餐，其中多位已經是知名教授，大家仍然感念他的照顧。」

### 推動體育
郭位在任城市大學期間積極推動體育活動，並於2009年渣打香港馬拉松首次擔任城大代表隊領隊。該次活動城市大學有逾600師生校友參賽，亦是郭位生平第一次正式參加馬拉松。郭位其後亦多次帶隊參加香港本地以及海外馬拉松活動，近期活動包括2014韓國「慶州櫻花馬拉松賽」 及「中國西安城牆國際馬拉松2015」。
2015年9月25日，城市大學成立「城大毅跑會」，推廣運動精神。

### 推動建立動物醫學院
郭位自2008年出任城市大學校長起，已提出成立動物醫學院及開辦全港首個獸醫課程，並得到校董會時任主席鍾瑞明支持。翌年，郭位成功促成城大與美國康奈爾大學合作，為成立動物醫學院鋪路。
城大動物醫學及生命科學院於2014年成立，經十年努力，並於2019/20學年獲大學教育資助委員會批准開辦亞洲首個資助六年制動物醫學學士學位課程，學院同時得到香港賽馬會慈善信託基金五億港幣的資助，學院亦於同年更名為「賽馬會動物醫學及生命科學院」。學院根據的理念，矢志貢獻香港、亞洲以至全球的動物健康、生命科學及公共衞生教研。 

## 生平關鍵事件及主張

### 其核能看法
反核人士批評，郭位取得碩士學位離開臺灣後就改走電子工程領域，卻擁護核能、宣稱核四的拼裝不是問題、主張核廢料是寶；實情是2003-2008年間，郭位曾在美國能源部負責核電及發展新能的椽樹嶺國家實驗室（Oak Ridge National Laboratory）任職高級管理團隊。-2016年4月10日，國立中山大學資訊管理學系教授兼創業中心主任林芬慧說，郭位是以科學依據來支持安全及適當地使用核能，同時加強監察及資訊透明，並非盲目相信或推廣核能；「對於非科學和非技術層次因素，他絕對是有保留的」，媒體卻斷章取義只強調他說「核四的拼裝不是問題」。
根據郭位的著作《七彩能源一鑑開：從日本福島事故看能源與環保》，郭位有批評和分析核安事件，包括核反應堆爆炸、輻射污染水、核輻射洩漏及對周邊國家與民眾的影響等；郭位本人亦否認他是「擁核派」，而是不改工程師性格，他是提出發展七彩能源〔水、火（煤、油、天然氣）、核、風、太陽、生物、其他〕，須兼顧功效、安全可靠性、環保、資源儲備、經濟價值等多個方面，找到能源供應、經濟福祉及可靠度與可持續的平衡點。福島事故期間，郭位是全球第一位確定其嚴重程度專家，且是第一個應日本核管制單位邀請考察災區的相關專家。 

### 與梁振英關係爭論
郭位曾被香港媒體報導形容為追隨梁振英的「梁粉」。但資料顯示郭位並非由梁振英任命為校長，郭位於2008年5月由美國到香港上任時，梁振英仍為嶺南大學校董會主席；梁振英在2008年10月22日才正式出任城大校董會主席。

### 兩岸關係與政治立場
郭位出任城大校長期間，城大校董會曾向中國國民黨前主席連戰頒贈榮譽博士頭銜，而根據城大章程 ，有關人選經大學校董秘書公開邀請各方推薦，並獲校董會主席及校監（由香港特別行政區特區首長出任）簽字確認任命。除連戰之外，城市大學歷年來亦曾頒贈榮譽博士予台灣各界人士，包括林百里、李開復、鄭崇華及翁啟惠等，名單參見維基百科的香港城市大學榮譽博士相關分類頁面
 。
郭位在香港學界於2014年9月發起大罷課時被城大學生要求表態。2014年城大學生罷課期間，郭位親自接收學生請願信，其後再與學生代表會面，承諾為學生提供各種適當支援。香港佔領中環運動發生之初，郭位於10月5日晚縮短外訪由美國回港，立即趕赴金鐘現場探望城大學生，關心慰問學生人身安全。
為推動台港文化交流， 郭位曾促使城市大學與國立故宮博物院合作，於2015年主辦 同安．潮－新媒體藝術展。 
2020年5月全國政協副主席董建華及梁振英，牽頭成立「香港再出發大聯盟」，過千名共同發起人中，包括香港10間大學的校長，而郭位則是當時唯一沒有參加「香港再出發大聯盟」的大學校長。

### 中研院院長遴選風波
2016年4月16日，中央研究院召開評議會遴選第八任院長，評議會將選舉辦法臨時改為「喜好順位」方式之投票，廖俊智以最高票當選，郭位居第三名。2016年4月17日深夜，郭位发表公开信指出，在接到中研院院長遴選委員會的正式郵件通知他是3位候選人之一之後，他認為，台灣學術界「重選舉、輕遴選」、以權術運作為職志，無論專業道德，有違台灣福祉，絕非他所期冀；他因此退出，並引用唐朝詩人崔顥的詩〈黃鶴樓〉名句「日暮鄉關何處是，煙波江上使人愁」來明志。2016年4月18日，中研院院長翁啟惠在立法院教育及文化委員會答詢時表示，評議會討論後的三位院長人選名單，會在一個月內送總統府供圈選，不會因為郭位退出遴選而改變名單。
2016年5月1日，延續先前的爭議，中研院院士項武忠接受風傳媒專訪證實，已發起連署35名院士共同致函總統馬英九，籲請馬英九退回院長候選人名單。項武忠說，中研院評議會有一半評議員皆為非院士的所長級人員，存在各種利益糾葛，讓中研院的運作變得太政治化。2016年5月12日，總統府致函中研院與3位候選人，表示「貴院此次依評議委員會會議規則相關規定遴選新任院長之過程，於法尚無不合」，不會退回候選人名單。2016年5月14日上午，副總統當選人陳建仁說，中研院院長遴選過程「合理、合法」，應該尊重中研院評議會決定，「應該要彼此尊重，特別是學術自由應該要尊重」；對於項武忠於同日凌晨致函《聯合晚報》質疑陳建仁說法、認為候選人名單基本上已不合法（郭位已經退選，候選人名單至少應有3人），陳建仁回應「我們彼此欣賞啦」；但項武忠於同日上午回應，他不認得陳建仁，他與陳建仁從未打過招呼，「彼此欣賞」之說太荒唐。

### 香港反修例風波
在2019年，香港反修例示威數月裏，局勢不斷升溫沸騰，大學校園淪陷，11月校長辦公室遭學生圍攻，期間郭位被台灣媒體指一直未有露面
。此外，中研院在11月14日開會商議其預算解凍案期間，多名立委曾質詢中研院副院長周美吟，應否就郭位處理反修例風波的言行，除去其中研院院士資格。然而，國民黨立委林奕華質疑若院士要因此被剝奪院士資格及負上道德責任，是否過於武斷，形容這做法猶如媒體公審、政治霸凌 。
對於未有露面的質疑，台灣《聯合報》引述郭位受訪的內容，指他跟城大教職團隊從2019年6月起，便每天跟進情況，廿四小時密切關注反修例風波的事態發展。而城大學務長崔永康則於其《信報》專欄中憶述，郭位2019年下半年，曾至少三度入院，其中一次因患非新型肺炎住院。據崔永康所述，同年10月中，郭位尚在浸會醫院急診留醫期間，曾緊急召集數位城大管理層到病房召開會議，討論及商討過千條城大學生有關社會動盪對大學社群潛在影響所表達的關注和提問。其時郭位全程戴口罩，躺在病床，手上插着輸液用的針管與管理層對談。
對於城大校園遭入侵和大規模破壞，城大「緊急事故應變小組」曾發出對外公告，指學生宿舍內發現大量化學易燃物品，呼籲所有學生盡快離開，並強烈譴責入侵和破壞校園的行徑，將保留追究責任。對此，郭位曾公開表示，相信入侵破壞校園的黑衣人，當中絕大部分並非城大學生，並表示如果破壞校長辦公室能保全城大，身先士卒，他並不介意。
同年11月21日，理大爆發大規模衝突，不少學生被困校園，事後郭位得悉有兩名城大學生仍身處理大校園未能離開，於是於當日下午3時，由城大傳訊處處長袁國傑陪同到訪理大，希望與受困的城大學生見面，了解其狀況，並對傳媒表示對事件感到很哀傷。
對於郭位應對反修例風波的決策，城大校董會主席黃嘉純曾公開表示，全力支持郭位，並鼓勵他不與校內及校外，具有特定意圖的學生團體對話。除黃嘉純以外，大學副監督和校董會行政委員會亦曾多次公開讚賞，郭位及其大學管治團隊，在反修例風波的困難環境下的付出。
《港區國安法》於2020年7月起生效，5間大學校長曾發聯署聲明支持，指理解訂立《國安法》的必要性，而城大校長郭位、科大校長史維、浸大校長錢大康則未有參與聯署。其中城大當時回應表示要秉持政教分離的原則，而郭位過去則多次提及，高等教育理應「政教分離，教研合一」。

## 外部連結
- 香港城市大學校長室（页面存档备份，存于）
- 郭位

| 學術機關職務          | 學術機關職務                         | 學術機關職務  |
| --------------------- | ------------------------------------ | ------------- |
| 前任： 何炘基（署任） | 香港城市大學校長 2008年5月-2023年5月 | 繼任： 梅彥昌 |